# Ellie Goulding
Ellie Goulding (născută Elena Jane Goulding pe 30 decembrie 1986 în Hereford) este o cântăreață, cantautoare, multi-instrumentistă și actriță engleză, din Lyonshall, Herefordshire, Anglia. Cariera sa a început când i-a întâlnit pe producătorii muzicali Starsmith și Frankmusik, iar ulterior Jamie Lillywhite i-a devenit manager și A&R. După ce a semnat cu Polydor Records în iulie 2009, Goulding și-a lansat extended play-ul de debut, An Introduction to Ellie Goulding.
În 2010, ea a devenit a doua artistă care în același an s-a clasat pe poziția #1 în sondajul BBC Sound of... și a câștigat Critics' Choice Award la Brit Awards. Goulding și-a lansat albumul de studio de debut, Lights în 2010. Albumul a debutat pe locul 1 în UK Albums Chart cu vânzări de peste 850.000 de copii în Marea Britanie. Coverul ei "Your Song" pentru piesa lui Elton John a atins poziția #2 în Marea Britanie în decembrie 2010, iar pe 29 aprilie 2011 ea a interpretat piesa la nunta Prințului William și Catherine Middleton la Palatul Buckingham. Piesa de titlu a albumului, "Lights", a fost lansată în SUA în martie 2011, și a ajuns pe locul 2 în Billboard Hot 100, ulterior fiind certificată de triplă-platină de către Recording Industry Association of America (RIAA).
Cel de-al doilea album al lui Goulding Halcyon a fost lansat în octombrie 2012, piesa "Anything Could Happen" precedând albumul ca single principal. Halcyon a debutat pe locul 2 în UK Albums Chart, și, după 65 de săptămâni, a urcat pe prima poziție. Același album, Halcyon, a debutat pe locul 9 în topul Billboard 200, fiind primul său debut de top 10 în Statele Unite. Halcyon Days, o re-editare a lui Halcyon, a fost lansat pe 23 august 2013, incluzând noi single-uri printre care "Burn", care a devenit primul single ”UK number-one” al ei. În aceeași lună, la BRIT Awards 2014, Goulding a primit premiul Best British Female. La finele anului 2013, Ellie Goulding a înregistrat vânzări estimate de 4 milioane de albume și 15 milioane de single-uri în lumea întreagă.

## Discografie

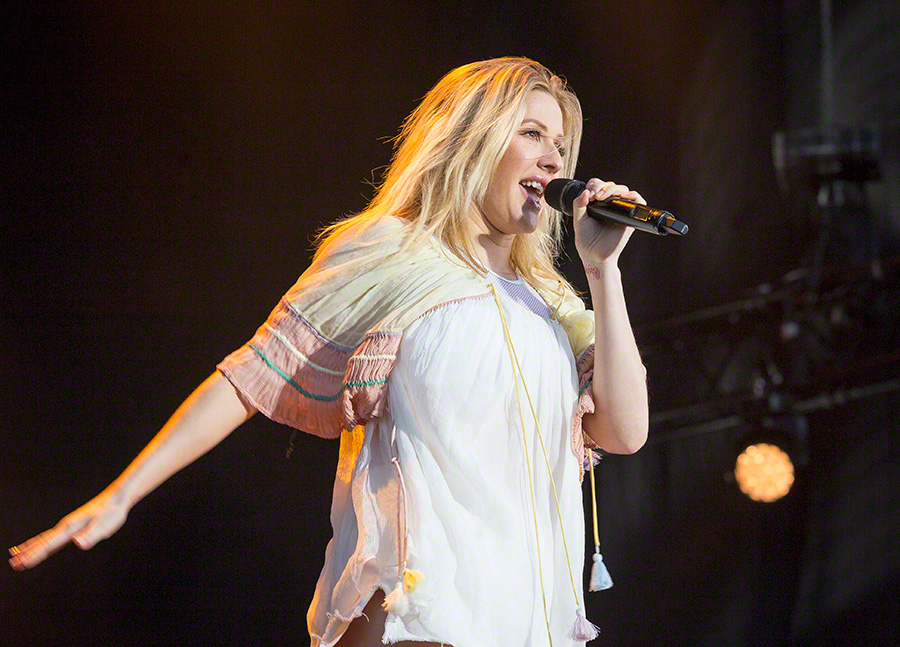
Ellie Goulding (2016)

- Lights (2010)
- Halcyon (2012)
- Delirium (2015)
- Brightest Blue (2020)
- Higher Than Heaven (2023)

## Premii și nominalizări
| An   | Premiu                                           | Recipient                               | Categorie                         | Rezultat     |
| ---- | ------------------------------------------------ | --------------------------------------- | --------------------------------- | ------------ |
| 2010 | BBC Sound of...                                  | Ellie Goulding                          | Sound of 2010                     | Câștigat     |
| 2010 | BRIT Awards                                      | Ellie Goulding                          | Critics' Choice                   | Câștigat     |
| 2010 | Q Awards                                         | Ellie Goulding                          | Best Female Artist                | Nominalizare |
| 2010 | Q Awards                                         | Ellie Goulding                          | Best Breakthrough Artist          | Nominalizare |
| 2010 | MTV Europe Music Awards                          | Ellie Goulding                          | Best UK & Ireland Act             | Nominalizare |
| 2010 | 2010 MP3 Music Awards                            | Ellie Goulding                          | The BNC Award                     | Nominalizare |
| 2010 | BT Digital Music Awards                          | Ellie Goulding                          | Best Female Artist                | Nominalizare |
| 2010 | UK Festival Awards                               | Ellie Goulding                          | Best Breakthrough Artist          | Nominalizare |
| 2010 | Virgin Media Music Awards                        | Ellie Goulding                          | Best Newcomer                     | Nominalizare |
| 2010 | Virgin Media Music Awards                        | "Lights"                                | Best Album                        | Nominalizare |
| 2011 | BRIT Awards                                      | Ellie Goulding                          | Best British Female               | Nominalizare |
| 2011 | BRIT Awards                                      | Ellie Goulding                          | Best British Breakthrough Act     | Nominalizare |
| 2011 | Glamour Magazine Awards                          | Ellie Goulding                          | Pandora Newcomer of the Year 2011 | Câștigat     |
| 2012 | Teen Choice Awards                               | Ellie Goulding                          | Choice Breakout Artist            | Nominalizare |
| 2012 | O Music Awards                                   | "Lights"                                | Most Innovative Music Video       | Nominalizare |
| 2013 | Billboard Music Awards                           | "Lights"                                | Top Streaming Song (Audio)        | Nominalizare |
| 2013 | Billboard Music Awards                           | "Lights"                                | Pop Song of the Year              | Nominalizare |
| 2013 | Billboard Music Awards                           | Ellie Goulding                          | Pop Artist of the Year            | Nominalizare |
| 2013 | MTV Video Music Awards                           | "I Need Your Love"                      | Best Collaboration                | Nominalizare |
| 2013 | MTV Video Music Awards                           | "I Need Your Love"                      | Best Song of the Summer           | Nominalizare |
| 2013 | VEVOCertified Awards                             | "I Need Your Love"                      | 100.000.000 de vizualizări        | Câștigat     |
| 2013 | VEVOCertified Awards                             | "Burn"                                  | 100.000.000 de vizualizări        | Câștigat     |
| 2013 | Cosmopolitan's Ultimate Women of the Year Awards | Ellie Goulding                          | Ultimate Music Star               | Câștigat     |
| 2014 | BRIT Awards                                      | Ellie Goulding                          | Best Female Solo Artist           | Câștigat     |
| 2014 | BRIT Awards                                      | "Burn"                                  | British Single of the Year        | Nominalizare |
| 2014 | BRIT Awards                                      | "Burn"                                  | British Video                     | Nominalizare |
| 2014 | BRIT Awards                                      | "I Need Your Love" (ft. Ellie Goulding) | British Single of the Year        | Nominalizare |
| 2014 | BRIT Awards                                      | "I Need Your Love" (ft. Ellie Goulding) | British Video                     | Nominalizare |
| 2014 | Billboard Music Awards                           | Ellie Goulding                          | Milestone Award                   | În așteptare |
| 2014 | World Music Awards                               | Ellie Goulding                          | World's Best Female Artist        | În așteptare |
| 2014 | World Music Awards                               | Ellie Goulding                          | World's Best Live Act             | În așteptare |
| 2014 | World Music Awards                               | Ellie Goulding                          | World's Best Entertainer          | În așteptare |
| 2014 | World Music Awards                               | "Burn"                                  | World's Best Song                 | În așteptare |
| 2014 | World Music Awards                               | "Burn"                                  | World's Best Video                | În așteptare |
| 2014 | World Music Awards                               | "How Long Will I Love You"              | World's Best Song                 | În așteptare |
| 2014 | World Music Awards                               | "How Long Will I Love You"              | World's Best Video                | În așteptare |
| 2014 | World Music Awards                               | "I Need Your Love" (ft. Ellie Goulding) | World's Best Song                 | În așteptare |
| 2014 | World Music Awards                               | "I Need Your Love" (ft. Ellie Goulding) | World's Best Video                | În așteptare |
| 2014 | World Music Awards                               | "Halcyon"                               | World's Best Album                | În așteptare |